# Stuart Cloete
Edward Fairly Stuart Graham Cloete (* 23. Juli 1897 in Paris; † 19. März 1976 in Kapstadt) war südafrikanischer Schriftsteller englischer Abstammung. Sein Werk besteht hauptsächlich aus Romanen, Essays, Gedichten und Kurzgeschichten.

## Leben
Stuart Cloete, dessen Familie seit dem 17. Jahrhundert im Kapland ansässig war, wurde 1897 in Paris geboren. Er wuchs in England auf und wurde dort im Lancing College erzogen. Dann war er Soldat im Ersten Weltkrieg und meldete sich als Freiwilliger zu den Coldstream Guards, wo er bereits mit 17 Jahren den Rang eines Leutnants errang. Aufgrund schwerer Kriegsverletzungen musste er den Dienst verlassen. Danach lebte er von 1925 bis 1935 als Farmer in Transvaal. Ab 1935 hielt sich Cloete als freiberuflicher Autor wieder in England auf, veröffentlichte in diversen Zeitschriften Kurzgeschichten, Gedichte sowie Essays  und ließ sich während des Zweiten Weltkriegs in den USA nieder. 1940 heiratete er Mildred West. Ab 1963 lebte er wieder in Südafrika und verstarb am 19. März 1976 im Alter von 78 Jahren in Kapstadt.
Ein Hauptteil von Cloetes Werk und seiner historischen Romane beschäftigt sich mit den Problemen zwischen Buren und der einheimischen Bevölkerung. Sein erster veröffentlichter Roman Turning Wheels (1937; dt. Wandernde Wagen, 1938) handelt im Rahmen des Großen Treck der 1830er Jahre und wurde mit mehr als 2 Mio. verkauften Exemplaren ein Bestseller sowie oft übersetzt.

## Werke (Auswahl)
- Turning Wheels, Roman, 1937; deutsch Wandernde Wagen, 1938
- Watch for the Down, Roman, 1939; deutsch Wetterleuchten, 1946
- Yesterday is Dead, Studie, 1940
- The Young Man and the Old, Gedichte, 1941
- The Hill of Doves, Roman, 1941
- Christmas in Matabeleland, Roman, 1942
- Congo Song, Roman, 1943
- Against these Three, Biographie, 1945; neue Auflage unter dem Titel African Portraits, 1946
- The Third Way, Roman 1946
- The Curve and the Tusk, Roman, 1953; deutsch Afrikanische Ballade, 1954
- The African Giant, Roman, 1955
- Mamba, Roman, 1956, deutsch 1958
- The Mask, Roman, 1957; deutsch Der Jäger mit der Maske, 1964
- Gazella, Roman, 1958; deutsch 1966
- The Soldiers’ Peaches, Erzählungen, 1959
- The Fiercest Heart, Roman, 1960; deutsch Das Glühende Herz, 1961
- The Silver Trumpet, Kurzgeschichten, 1961; deutsch 1963
- Rags of Glory, Roman, 1963; deutsch Fetzen des Ruhms, 1965
- The 1001 Nights of Jean Macaque, Roman, 1965
- The Abductors, Roman, 1966
- Three White Swans, Kurzgeschichten, 1971
- A Victorian Son, Autobiographie, 1972
- The Company with the Heart of Gold, Kurzgeschichten, 1973
- The Gambler, Autobiographie, 1973
- Congo Song, Roman, 1974
- Canary Pie, Erzählungen, 1976